# Shingo Kumabayashi
Shingo Kumabayashi (熊林 親吾 Kumabayashi Shingo?, nacido el 23 de junio de 1981 en Akita, Akita) es un exfutbolista japonés. Jugaba de centrocampista y su último club fue el Blaublitz Akita de Japón.

## Trayectoria

### Clubes
| Club                | País  | Año         |
| ------------------- | ----- | ----------- |
| Júbilo Iwata        | Japón | 2000 - 2002 |
| Shonan Bellmare     | Japón | 2002 - 2004 |
| Yokohama F. Marinos | Japón | 2005        |
| Vegalta Sendai      | Japón | 2006 - 2007 |
| Tokushima Vortis    | Japón | 2007        |
| Thespa Kusatsu      | Japón | 2008 - 2012 |
| Blaublitz Akita     | Japón | 2013 - 2015 |

## Estadística de carrera

### J. League
| Club                | Año   | J. League | J. League | Copa J. League | Copa J. League | Total | Total |
| Club                | Año   | Part.     | Goles     | Part.          | Goles          | Part. | Goles |
| ------------------- | ----- | --------- | --------- | -------------- | -------------- | ----- | ----- |
| Júbilo Iwata        | 2000  | 0         | 0         | 0              | 0              | 0     | 0     |
| Júbilo Iwata        | 2001  | 0         | 0         | 0              | 0              | 0     | 0     |
| Júbilo Iwata        | 2002  | 0         | 0         | 0              | 0              | 0     | 0     |
| Shonan Bellmare     | 2002  | 28        | 2         | -              | -              | 28    | 2     |
| Shonan Bellmare     | 2003  | 37        | 1         | -              | -              | 37    | 1     |
| Shonan Bellmare     | 2004  | 19        | 0         | -              | -              | 19    | 0     |
| Yokohama F. Marinos | 2005  | 8         | 0         | 1              | 0              | 9     | 0     |
| Vegalta Sendai      | 2006  | 41        | 2         | -              | -              | 41    | 2     |
| Vegalta Sendai      | 2007  | 6         | 1         | -              | -              | 6     | 1     |
| Tokushima Vortis    | 2007  | 20        | 0         | -              | -              | 20    | 0     |
| Thespa Kusatsu      | 2008  | 38        | 2         | -              | -              | 38    | 2     |
| Thespa Kusatsu      | 2009  | 45        | 4         | -              | -              | 45    | 4     |
| Thespa Kusatsu      | 2010  | 27        | 2         | -              | -              | 27    | 2     |
| Thespa Kusatsu      | 2011  | 37        | 4         | -              | -              | 37    | 4     |
| Thespa Kusatsu      | 2012  | 34        | 1         | -              | -              | 34    | 1     |
| Blaublitz Akita     | 2014  | 31        | 2         | -              | -              | 31    | 2     |
| Blaublitz Akita     | 2015  | 12        | 0         | -              | -              | 12    | 0     |
| Total               | Total | 383       | 21        | 1              | 0              | 384   | 21    |